# Tavole Palatine
Les Tavole Palatine ('Taules Palatines') són les restes d'un temple grec perípter hexàstil del segle VI abans de la nostra era, dedicat a la dea Hera i al déu Apol·lo. El temple, situat a prop del riu Bradano, a la Pulla (estat italià), formava part d'un santuari rural i són visibles restes del mur del tèmenos i d'un altar molt antic.

## Història
Les ruïnes són a la zona arqueològica de Metapont, al darrer dels Givoni, antics bancs d'arena a prop de la riba dreta del riu Bradano, construïts sobre les restes d'un poblat neolític a la carretera prehistòrica de Siris-Heraclea, a uns tres km de l'antiga ciutat de Metapont.
El temple, restaurat el 1961, es va atribuir inicialment al culte de la dea Atena; un fragment, però, de got trobat en el transcurs de les excavacions del 1926 va resultar ser un exvot dedicat a la dea Hera, i això indicava que aquesta era la patrona del templet.
Fins al segle XIX, les Tavole Palatine també es coneixien com a Mensole Palatine ('Lleixes Palatines') o Colonne Palatine ('Columnes Palatines'), potser en referència a les lluites dels paladins francesos contra els sarraïns. El temple es deia també Scuola di Pitagora ('Escola de Pitàgores') en memòria del gran filòsof. A l'edat mitjana també es va dir Mensae Imperatoris ('Taules de l'Emperador'), potser en referència a l'emperador Otó II del Sacre Imperi, que va acampar a Metapont durant la seua expedició contra els sarraïns al 982.

## Descripció

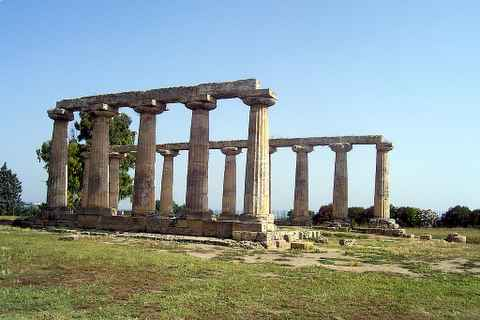
Restes del perípter central i de l'estilòbat

El temple constava d'una naos central, precedida per un pronaos i amb un àditon a la part de darrere. Se'n conserven 15 columnes amb 20 fusts i capitells dòrics. D'aquestes, deu són al costat nord i cinc al sud. En origen, hi havia 32 columnes, ja que el temple tenia una perístasi de dotze columnes en cada costat llarg i sis en cada costat curt. L'estilòbat feia 34,29 m de llarg i 13,66 m d'amplada, i la naos 17,79 m × 8,68 m. El temple està molt deteriorat perquè es va construir amb pedra calcària de l'àrea (l'anomenat mazzarro). En el segle v ae, tenia una teulada amb decoració multicolor de tradició jònica, amb pròtoms lleonins i gàrgoles.
Durant les excavacions del 1926 es van trobar a prop del temple moltes restes de decoració en terracota, estatuetes i ceràmica, així com fragments de columnes més petites, que es conserven ara en el Museu Arqueològic Nacional de Metapont.